# Ordningslagen (Finland)

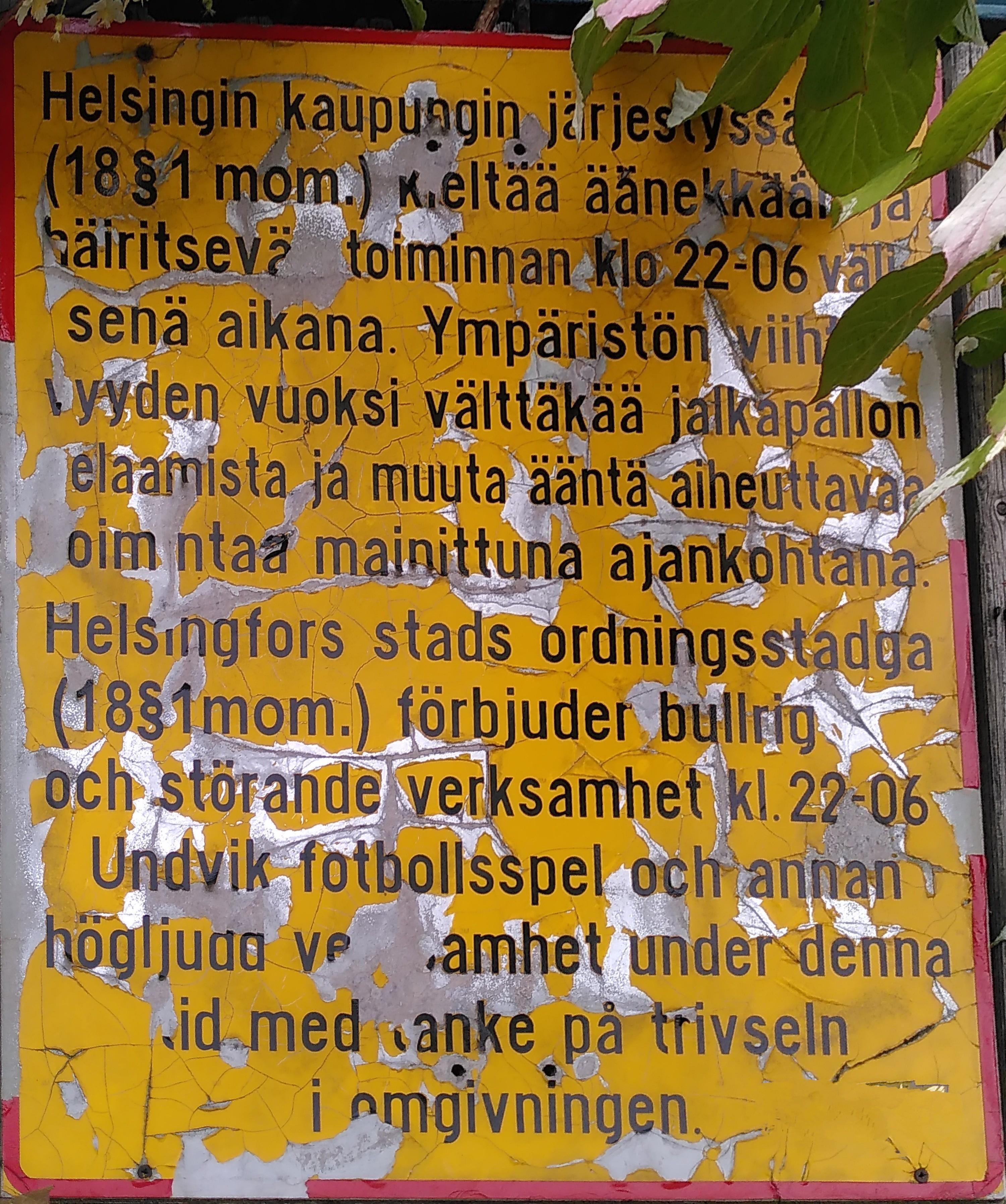
En skylt i parken som hänvisar till stadens egna ordningsstadgor

Ordningslagen (Ordningslag 27.6.2003/612) är en lag i Finland med syfte att främja allmän ordning och säkerhet, främst på allmän plats. Ordningslagen ersatte den allmänna ordningsstadgan för landsbygden och städernas egna ordningsstadgor.
Genom ordningslagen är det bland annat förbjudet att på allmän plats oskäligen föra oljud, uppträda aggressivt, inta berusningsmedel, urinera, inneha eggvapen, vissa andra farliga föremål och skjutvapensattrapper, inneha färger för klottring, kasta saker så att ordning och säkerhet äventyras eller använda bländande ljus. Att på allmän plats köpa sig eller mot betalning erbjuda samlag är också förbjudet. Ordningslagen gäller områden som kan användas av allmänheten oavsett ägarskap, exempelvis vägar, gator, gångbanor, torg, parker, badstränder, idrottsplaner, begravningsplatser samt byggnader, kollektiva trafikmedel, ämbetsverk, kontor och restauranger som allmänheten kan använda.
Ordningslagen reglerar till en del rätten att utse ordningsvakter och deras och polisens befogenheter samt rätten att överlåta eller inneha vissa farliga föremål.
Därutöver stadgas om hundar och hästar, vilseledande eller störande skyltning, fastighetsägares skyldighet att på synligt ställe ange kontaktuppgifter för tillträde till flervåningshus och att se till att fallande is eller föremål inte ställer till fara samt om straffpåföljder för olika förseelser.